# Hieracium cacuminum
Hieracium cacuminum es una especie de planta con flor del género Hieracium, de la familia Asteraceae, orden Asterales.

## Distribución
Hieracium cacuminum se distribuye por Gales.

## Taxonomía
Fue descrita científicamente por (A. Ley) A. Ley. Fue publicada en J. Bot. 47: 51 (1909).